# Hendrik Willem Bakhuis Roozeboom

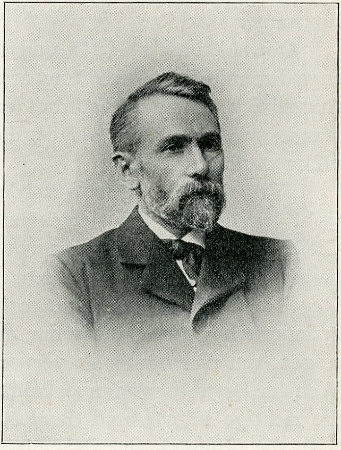
H.W. Bakhuis Roozeboom

Hendrik Willem Bakhuis Roozeboom, genannt Bakhuis Rozeboom, (* 24. Oktober 1854 in Alkmaar; † 8. Februar 1907 in Amsterdam) war ein niederländischer Chemiker, der besonders für seine Arbeiten über die Phasenlehre in physikalischer Chemie bekannt ist.
Bakhuis Roozeboom (manchmal „Bakhuys“) wurde am 24. Oktober 1854 in Alkmaar in den Niederlanden geboren. Aufgrund finanzieller Schwierigkeiten konnte er zunächst keine Universitätsausbildung antreten, nach Abschluss der Schule arbeitete er für einige Zeit in einer chemischen Fabrik. Die Unterstützung seines Mentors, J.M. van Bemmelen, brachte ihm 1878 den Posten eines Assistenten an der Universität von Leiden, was ihm auch ermöglichte, dort sein Studium der Chemie zu beginnen. 1881 wurde er Lehrer an einer höheren Töchterschule und 1884 schloss er seine Promotion über Hydrate von Säuren ab. Johannes D. van der Waals machte ihn auf die theoretischen Arbeiten von Gibbs über die Phasenlehre aufmerksam, die Roozeboom ermöglichten, seine experimentellen Befunde theoretisch zu untermauern und zu einer dauerhaften Forschungstätigkeit auf diesem Gebiet führte. 1896 wurde er Professor für Chemie in Amsterdam, wo er am 8. Februar 1907 starb.
Seine chemische Forschungstätigkeit erstreckte sich maßgeblich auf das Gebiet der Thermodynamik und die Untersuchung von Mehrphasensystemen. Die theoretischen Grundlagen dafür hatte von Gibbs gelegt, aber Roozebooms Verdienst war es, die Theorie anzuwenden und ihre Brauchbarkeit zu demonstrieren. Roozeboom ist hauptsächlich für seine Schmelzdiagramme von Metalllegierungen in Erinnerung, die für die Metallurgie entscheidende Bedeutung haben. Er trug aber auch zur Kenntnis der chiraler Verbindungen bei, indem er klarstellte, wie die unterschiedlichen Arten von kristallinen Racematen unterschieden werden können und wie sich Enantiomere in heterogenen Systemen von Feststoff und Lösung verhalten.
1911 wurde die Bakhuis Roozeboom Stiftung zu seinen Ehren gegründet, die alle vier Jahre eine Goldmedaille für Arbeiten auf dem Gebiet der Phasenlehre verleiht.